# ラミリーズ (戦艦・2代)
|          | |
| 艦歴     | |
| 起工     | 1913年11月12日 |
| 進水     | 1916年6月12日 |
| 就役     | 1917年9月1日 |
| その後   | 1949年にスクラップ |
| 性能諸元 | |
| 排水量   | 基準:28,000トン、満載：31,200トン |
| 全長     | 620ft（190m） |
| 全幅     | 88ft（27m）、後に拡幅され102ft（31m） |
| 吃水     | 28ft（8.5m） |
| 機関     | スチームタービン、18缶、4軸、40,000馬力 |
| 最大速   | 23ノット（43 km/h）ただし1917年にバルジ増設後は21ノット（39km/h）に低下。1939年には老朽化により18ノット（33km/h）に低下。 |
| 乗員     | 997–1,146名 |
| 兵装     | 竣工時： 38.1cm42口径MkI連装砲 4基 15.2cm45口径MkXII単装砲 12基 10.2cm50口径MkXVI連装高角砲 4基 2ポンド8連装ポンポン砲 2基 12.7㎜4連装機銃 2基 ～1945年： 38.1cm42口径MkI連装砲 4基 15.2cm45口径MkXII単装砲 8基 10.2cm50口径MkXVI連装高角砲 4基 2ポンド8連装ポンポン砲 2基 2ポンド4連装ポンポン砲 2基 20㎜単装機銃 25基 |
| レーダー | 竣工時： 無し ～1945年： 273R型 1基 279b型 2基 282型 2基 284型 1基 285型 2基 |

ラミリーズ (英語: HMS Ramillies, 07) はイギリス海軍の戦艦。
日本語ではラミリスと表記することもある。
リヴェンジ級。「Ramillies」の艦名は、ラミイの戦いの勝利を記念して「ロイヤル・キャサリン」が「ラミリーズ」と改名されてから、何代も踏襲されてきた。

## 艦歴

### 竣工～第一次世界大戦

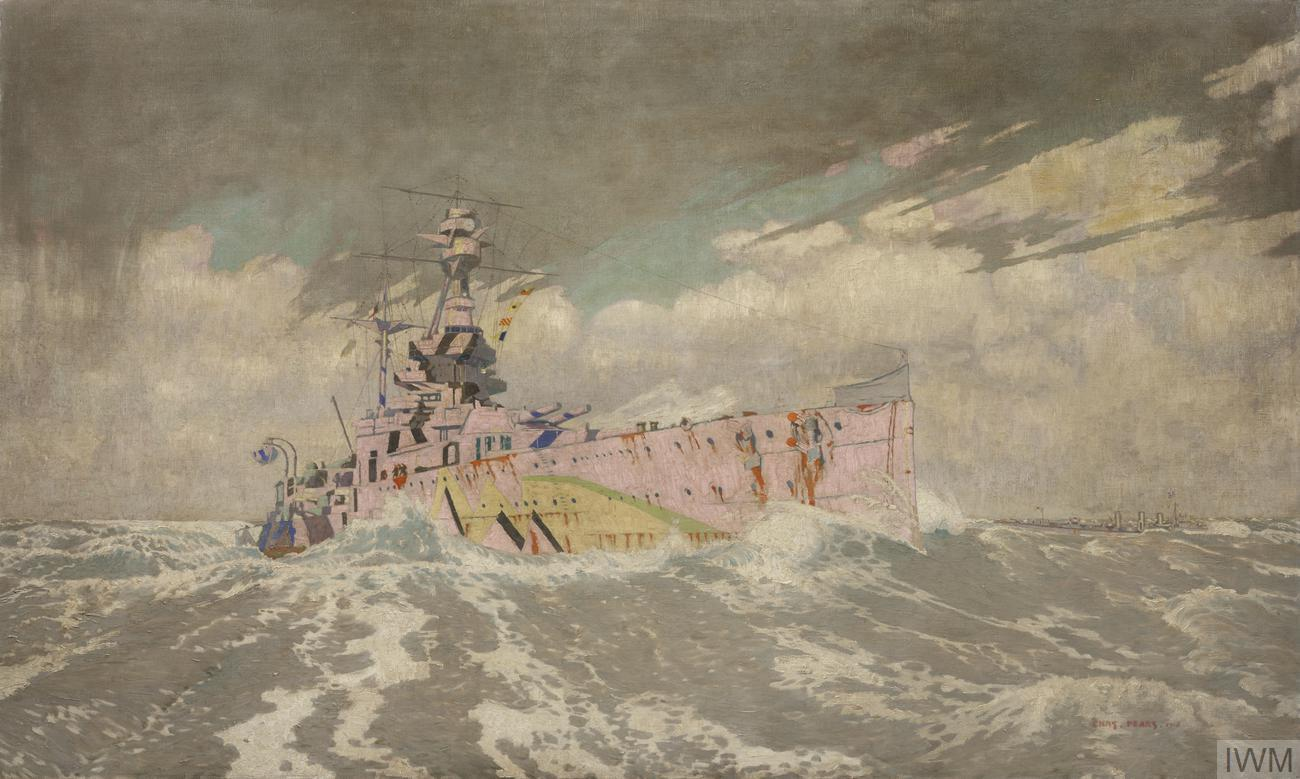
WWI期のダズル迷彩を施された本艦を描いた絵画。迷彩使用色の多さが分かる。

「ラミリーズ」は1913年11月12日に起工して、第一次世界大戦中の1917年5月に竣工した。進水時に舵を損傷したために就役は予定より1年遅れた。この修理期間中に高まる魚雷の脅威に対抗するべく、イギリス戦艦で最初に対水雷防御用バルジを装備した。こうした装備により、「ラミリーズ」は理想的な射撃プラットホームとなった。

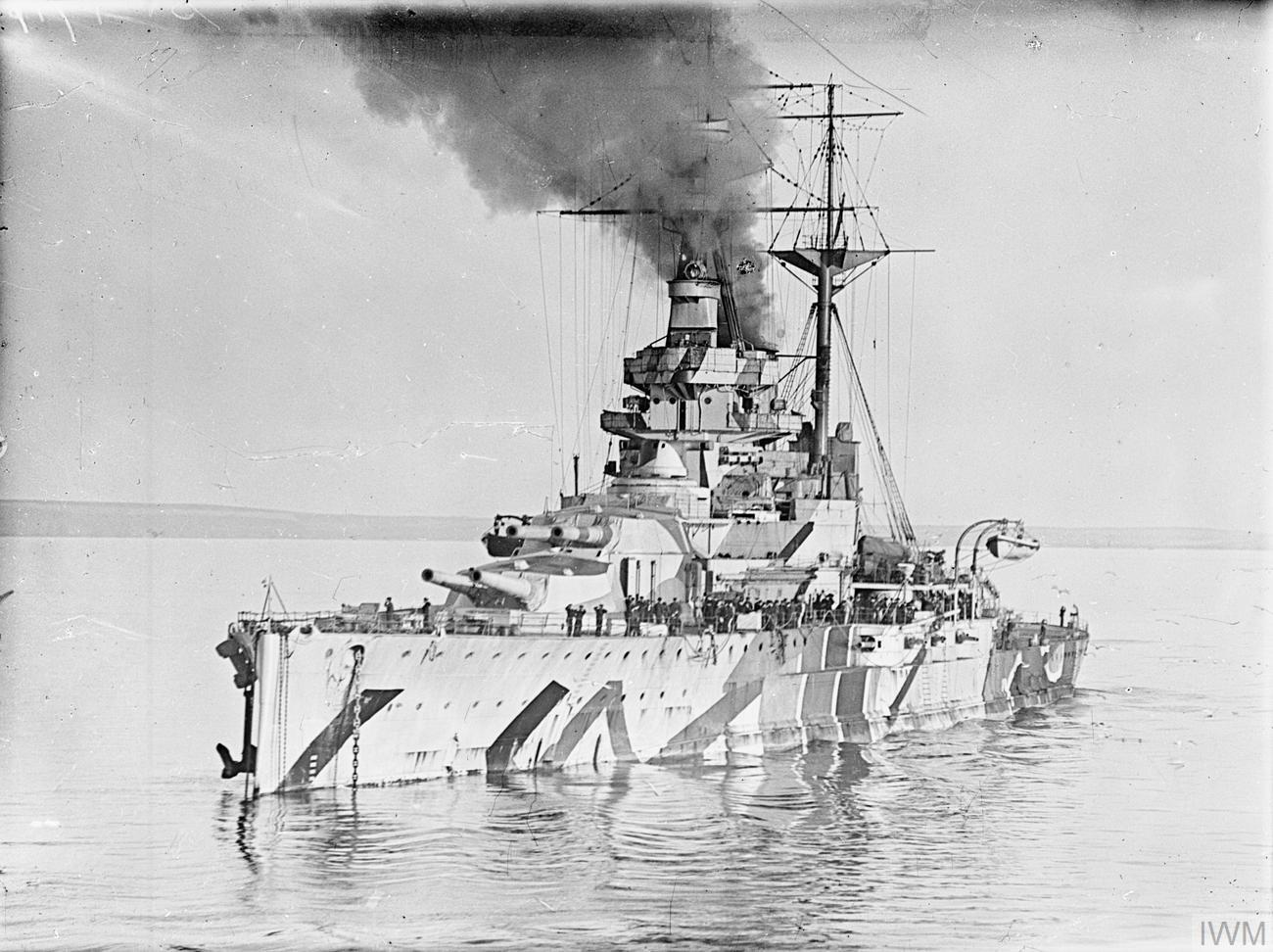
第一次世界大戦時の艦影

就役後は、グランドフリート の第一戦艦戦隊に配属された。同時に船体にはダズル迷彩が施されて大戦終盤までこの塗装がなされていた。本級では本艦と姉妹艦「リヴェンジ」のみがダズル迷彩塗装であったという。1920年に入ると、トルコとの対立に応じて地中海に派遣され、海岸を砲撃した。

### 戦間期
第一次世界大戦終結後、グランドフリートは解散して大西洋艦隊に再編された。
1924年に大西洋艦隊の第二戦艦戦隊に配属され、その後1926年には地中海艦隊に配属された。1931年9月のインヴァーゴードン反乱を経て、大西洋艦隊は本国艦隊に改編された。1932年6月から1934年8月まで大規模な修理を受けた。1935年末にはジブラルタルに来航するよう命じられ、1936年から1939年にかけて地中海艦隊付の練習艦を務めている。この間、1937年5月20日のジョージ6世戴冠記念観艦式に参列した。1939年に姉妹艦「ロイヤル・サブリン」とともに箱型艦橋への改装が構想されたが実現しなかった。
リヴェンジ級戦艦は改修工事が進んでおらず、第二次世界大戦勃発時には最も陳腐化していた。本級はその時点の他国主力艦と比較して速力が遅く、水平防御と対空兵装が貧弱であったため、船団護衛が主任務となった。

### 第二次世界大戦初期

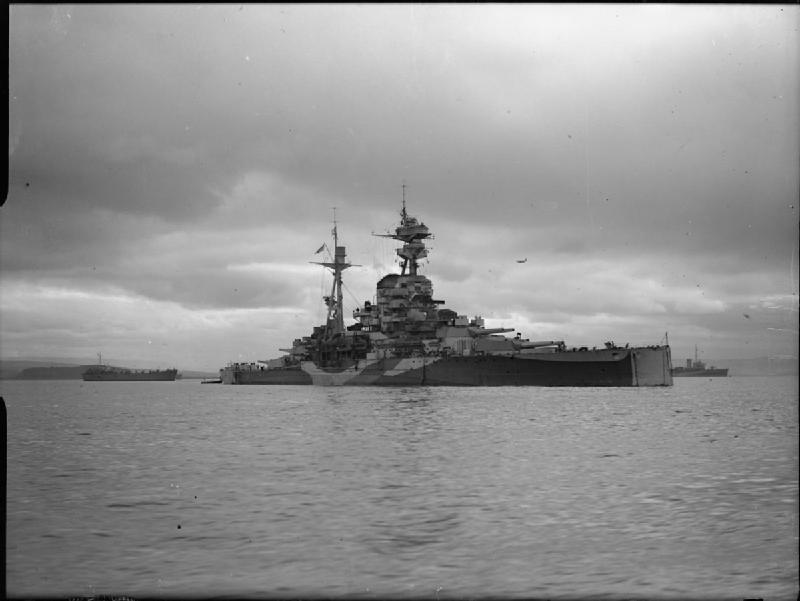
グリーノック軍港に停泊中の「ラミリーズ」

1939年9月の第二次世界大戦開戦直後は、ドイツ商船の本国への帰還を阻止するため北大西洋で活動した。
9月には兵員輸送船団を護衛してアレクサンドリアに向かい、年末には東に向かい、インド洋にも進出していたドイッチュラント級装甲艦（ポケット戦艦）「アドミラル・グラーフ・シュペー」捜索に参加した。ポケット戦艦の捜索と掃討のため海軍本部は10月に複数の任務部隊を編成していたが、11月中旬に改めて編成替をおこなった。「ラミリーズ」と空母「グローリアス」と戦艦「マレーヤ」でJ部隊 (Force J) が編成され、アデン湾方面の警戒をおこなっている。「アドミラル・グラーフシュペー」が12月中旬のラプラタ沖海戦によりモンテビデオ港で自沈すると、本艦は船団護衛任務に就いた。翌年にかけてニュージーランドやオーストラリアから西方への兵員輸送船団の護衛に当たった。
1940年（昭和15年）5月になると地中海の情勢が不穏となり、本艦も地中海に派遣された。
6月10日にイタリア王国が参戦して地中海攻防戦が始まり、地中海戦線が形成される。6月下旬にフランスが枢軸陣営に事実上降伏した時、地中海艦隊は戦艦4隻（ウォースパイト、マレーヤ、ロイヤル・サブリン、ラミリーズ）と空母「イーグル」を保有していた。この戦力でイタリア海軍の新型戦艦や大改造戦艦達に対抗できるはずだったが、「ラミリーズ」の機関不調と速力低下は地中海艦隊にとって懸念材料の一つだった。地中海艦隊における「ラミリーズ」は、主に船団護衛任務に従事した。8月になると北アフリカのリビアに駐留するイタリア陸軍がエジプト侵攻の兆候を示したので、地中海艦隊が艦砲射撃をおこなって敵軍に損害を与えることになった。8月17日、「ウォースパイト」と重巡洋艦「ケント」がフォート・カプッツォを砲撃し、「マレーヤ」と「ラミリーズ」がバルディアを砲撃した。
9月になると地中海艦隊にクイーン・エリザベス級戦艦2隻と新鋭空母「イラストリアス」が増強され、さらに11月中旬のタラント空襲でイタリア艦隊の脅威が減少した。イギリス海軍は、最前線の地中海艦隊から旧式の「ラミリーズ」と「マレーヤ」を下げることにした。折しも大西洋でポケット戦艦「アドミラル・シェーア」が活動中だったので、イギリス海軍は地中海に配備していた「ラミリーズ」と重巡洋艦「ベリック」を大西洋に配置転換する（MB9作戦）。マルタ出発後の11月27日、ジブラルタルから来たH部隊と合流し、カンピオーニ提督が指揮するイタリア艦隊と交戦した（スパルティヴェント岬沖海戦）。
その後、本国に帰還すると北大西洋でHX船団の護衛に従事した。1941年（昭和16年）2月8日朝、HX106船団を護衛中にドイツ海軍のシャルンホルスト級戦艦と遭遇した。
リュッチェンス提督はエーリヒ・レーダー元帥から「できるだけ多くの商船を沈めよ」「危険を冒してはならない。対等条件の敵（大型艦1隻）との戦闘は避けよ」という命令を受けていた。そのため「シャルンホルスト」がラミリーズを誘い出し、その隙に「グナイゼナウ」が船団に襲いかかるという選択肢があった。だがリュッチェンス提督（グナイゼナウ）は「優勢な敵との交戦を避けよ」という命令に従って、退却した。フランス西部のブレスト軍港から遙かに離れた洋上で損害を受ける危険を、リュッチェンス提督は冒さなかったのである。「ラミリーズ」側はドイツ艦がアドミラル・ヒッパー級重巡洋艦1隻だけだと勘違いし、報告をうけたイギリス海軍も艦型を誤認して「ラミリーズの前に出現したのは重巡洋艦アドミラル・ヒッパーである。」と認定した。
ベルリン作戦の戦果に満足したドイツ海軍とレーダー元帥はライン演習作戦を発動し、リュッチェンス提督が指揮する戦艦「ビスマルク」と重巡洋艦「プリンツ・オイゲン」が大西洋に進出してきた。5月24日のデンマーク海峡海戦で巡洋戦艦「フッド」が撃沈され、戦艦「プリンス・オブ・ウェールズ」が敗退した後、カナダ・ハリファックス沖でHX127船団護衛中の「ラミリーズ」も「ビスマルク」迎撃に参加することとなった。「ラミリーズ」はアイスランド南方海域に集結するよう命じられて移動を開始したが、命令受領2日後に「最早来る必要なし」との指令を受けている。

### 甲標的との戦い

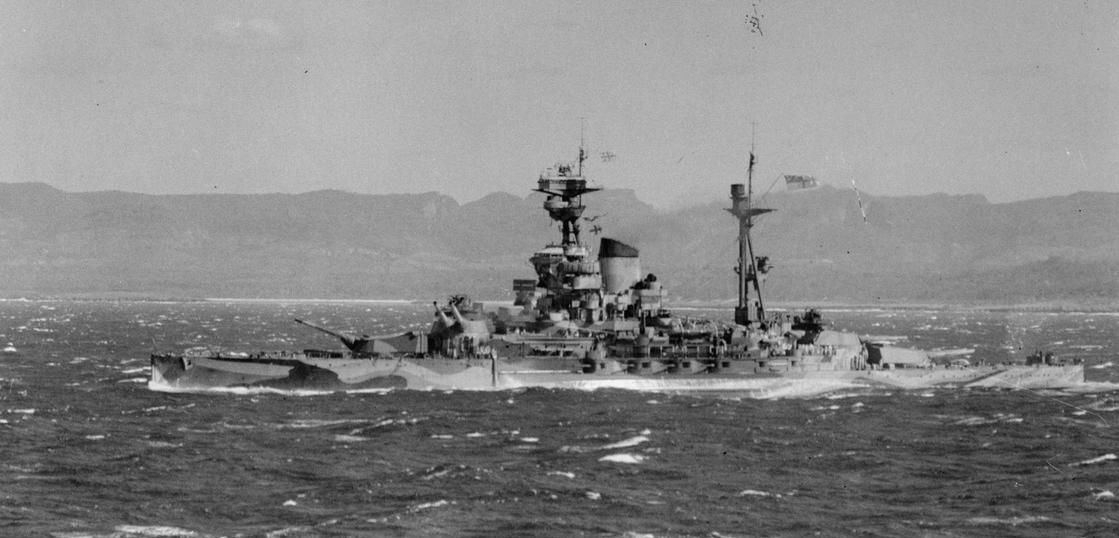
ディエゴ・スアレス軍港に入港する「ラミリーズ」。1942年5月。

1941年10月、「ラミリーズ」はセイロン島を拠点とする第3戦艦戦隊に配備され、極東にむかった。12月初旬、太平洋戦争開戦直後のマレー沖海戦で東洋艦隊は主力艦2隻を失う。1942年（昭和17年）3月には、インド洋で日本軍の攻勢を迎え撃つ。ジェームズ・サマヴィル司令長官は麾下の艦艇を、旗艦「ウォースパイト」とイラストリアス級航空母艦を基幹とするA部隊と、R級戦艦4隻と空母「ハーミーズ」を基幹とするB部隊に分割した。「ラミリーズ」はアルジャーノン・ウィリス提督が指揮するB部隊に所属した。セイロン島に空襲を仕掛けてきた日本海軍機動部隊に対し、「ラミリーズ」を含む東洋艦隊主力は交戦を避けて退避した。本海戦で主力艦隊同士の決戦は生起せず、東洋艦隊は分派していた空母「ハーミーズ」と重巡洋艦2隻などを喪失した。
5月上旬、戦艦「ラミリーズ」（サイフレット提督、イギリス海兵隊のスタージェス将軍旗艦）、空母「イラストリアス」、「インドミタブル」などはマダガスカルのディエゴ・スアレス攻略作戦（アイアンクラッド作戦）を実行した。占領作戦に成功したあと大半のイギリス攻略部隊はディエゴ・スアレスを離れたが、「ラミリーズ」はディエゴ・スアレスに留まっていた。
日本海軍はディエゴ・スアレス沖合に第八潜水戦隊を展開し、甲標的による奇襲作戦を敢行する。
30日、伊16と伊20が特殊潜航艇を発進させた。伊16の甲標的は座礁して攻撃に失敗したが、伊20の甲標的（秋枝三郎大尉、竹本正巳 一曹）は湾内に侵入した。甲標的が発射した最初の魚雷は午前2時20分（日本時間20時20分）に「ラミリーズ」に命中、その約5分後、2本目の魚雷がタンカー「ブリティッシュ・ロイヤルティ」に命中した。「ブリティッシュ・ロイヤルティ」は沈没した。
甲標的が発射した魚雷は、「ラミリーズ」は左舷のA砲塔前部に命中した。前部15インチ砲の弾薬庫などが浸水したが、機関は無事であった。イギリス側はフランス潜水艦の仕業だと判断したという。「ラミリーズ」は応急修理を受けた後、ダーバンへ向かった。「ダーバン」には6月9日に到着し、そこで修理を受けた後9月にはイギリスへ向かい、プリマスに帰還して修理された。この間弾火薬庫の上面に装甲を追加され、15.2cm副砲4門を撤去して4連装ポンポン砲2基を増設した。「ラミリーズ」が再就役したのは1943年5月のことであった。
姉妹艦の「リヴェンジ」や「レゾリュ―ション」が予備役に入る中、「ラミリーズ」はリヴェンジ級戦艦のなかでも保存状態が大変良かったため、引き続いて現役に留まった。

### その後

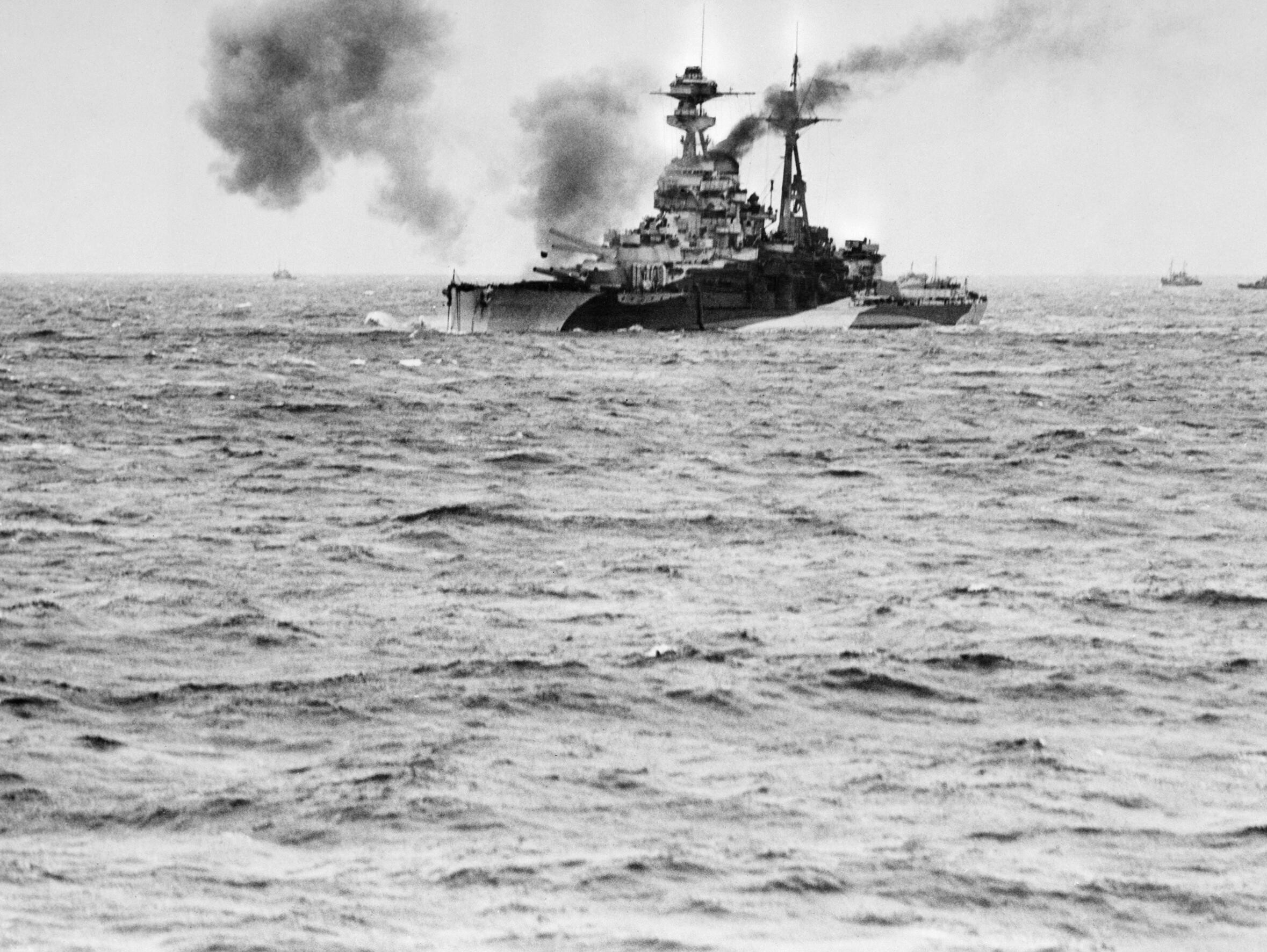
ノルマンディー上陸作戦を支援する「ラミリーズ」

1944年6月のノルマンディー上陸作戦では、艦砲射撃による支援を行った。「ラミリーズ」は僚艦「ウォースパイト」やモニター艦「ロバーツ」などと共に、ソード・ビーチ正面を担当した。途中ドイツ軍によって雷撃や爆撃を受けたが被害を受けなかったうえに、わずか一日で主砲弾を撃ち尽くしてポーツマスへ帰還している。その後、連合軍の南フランス侵攻作戦でも艦砲射撃を行った（ドラグーン作戦、戦闘序列）。
1945年（昭和20年）1月には予備役となり、翌年売却され、1949年（昭和24年）にスクラップにされた。

### 注
1. ↑  戰艦“レゾルーション　Resolution”[1]　全要目{排水量29,150噸　速力23節　備砲38糎砲8門　15糎砲12門　魚雷發射管2門(水中53糎)　起工1913年11月　竣工1916年12月　建造所パルマース造船會社｝　同型艦“ローヤルゾヴリン　Royal Sovereign”　“ローヤルオーク　Royal Oak”　レヴエンジ　Revenge”　ラミリーズ　Ramillies”
これ等の戰艦は何れも1913年乃至14年に起工され1916年乃至17年に竣工したもので、世界大戰に参加して輝しい偉勲を樹てゝゐるものもある。そしれこれ等の出來た後約6箇年は英國海軍としては戰役後の國内事情に禍されて主力艦建造に一頓挫を來した形になつて居り1922年久振りに“ネルソン”を起工したのである。この級の全長188.98米、幅31.21米、平均吃水8.14米。兵装として上記の外に10糎高角砲4門、3ポンド砲4門、その小砲16門を有す。搭載飛行機1機、燃料は重油専燃、軸馬力40,000馬力。
2. ↑  戰艦“レゾルーション　Resolution”[4]　全要目{排水量29,150噸　速力23節　備砲38糎砲8門　15糎砲12門　魚雷發射管2門(水中53糎)　起工1913年11月　竣工1916年12月　建造所パルマース造船會社｝　同型艦“ローヤルゾヴリン　Royal Sovereign”　レヴエンジ　Revenge”　“ローヤルオーク Royal Oak”　ラミリーズ　Ramillies”
これ等の戰艦は何れも1913年乃至14年に起工され1916年乃至17年に竣工した所謂Ｒ級戰艦といつたもので、世界大戰に参加して輝しい偉勲を樹てゝゐる。その後約6箇年は主力艦建造に一頓挫を來し1922年久振りに“ネルソン”を起工した。華府條約時代英國はこれら戰艦の近代化に大いに心を用ひ、そればかりやつてゐたといつてもよい。全長188.98米、幅31.21米、平均吃水8.14米。兵装として上記の外に10糎高角砲4門、3ポンド砲4門、その小砲16門を有す。搭載飛行機1機、燃料は重油専燃、軸馬力40,000馬力。
3. ↑  バルジの重量は2,500tで、その4割の重量が鋼管、木材で構成されていた[6]。
4. ↑  計画が実施されなかった理由には、本艦を含むリヴェンジ級戦艦船体の余裕のなさ（艦橋と煙突が近接しており、Q.E.級戦艦のような艦橋増設が困難）、各艦の保存状態の悪さが挙げられるという[10]。
5. ↑  殺氣みなぎる地中海　英佛、續々艦隊集結[19]（羅馬四日同盟）イタリア政府地中海情勢の緊迫化に對處し、英佛艦隊の動静に不斷の警戒を拂ひつゝあるが、四日ローマに達した情報を綜合するに地中海を中心とした英佛軍艦の配置状況は左の通りである　一、フランスの第二艦隊は三隻の戰艦を含む英國艦隊の一部隊と共に目下アレキサンドリア（エジプト北端、スエズ運河北入口西方）に集結しており更に英國戰艦ウオアスパイト號（二万六百噸）及びラミリース號（二万九千百五十噸）は英本國から地中海に向け廻航中である　一、フランス領アルジェリアのオラン軍港（地中海西部、スペイン對岸）にはフランス戰艦ダンケルク號及ひストラスブルグ號（孰れも二万六千五百噸）の二隻が待機しており、東地中海には三隻のフランス輕巡洋艦と英國の一驅逐艦隊が移動中である（以下略）
6. ↑  ドイツ戦艦2隻は通商破壊を目的としたベルリン作戦に従事しており、ギュンター・リュッチェンス中将が「グナイゼナウ」より指揮を執っていた[29]。
7. ↑  ドイツ海軍のシャルンホルスト級戦艦とアドミラル・ヒッパー級重巡洋艦は、外観が似ている[31]。
8. ↑  4月5日のコロンボ空襲、4月9日のトリンコマリーに対する空襲。